# Meżowe (rejon pokrowski)
Meżowe (ukr. Межове) – osiedle na Ukrainie, w obwodzie donieckim, w rejonie pokrowskim, w hromadzie Oczeretyne. W 2001 liczyło 36 mieszkańców.